# Mehmet Murat İldan
Mehmet Murat İldan (* 16. Mai 1965 in Elazığ, Türkei) ist ein türkischer Schriftsteller. Von ihm stammen in erster Linie Romane und Theaterstücke. Er ist Mitglied des türkischen P.E.N.-Zentrums.

## Werke
Schauspiele:
- Ormanın Hayaletleri (T.C. Kültür ve Turizm Bakanlığı Yayınları 2000), ISBN 975-17-2392-2
- Şakyamuni (T.C. Kültür ve Turizm Bakanlığı Yayınları 2000), ISBN 975-17-2525-9
- Büyünün Gözleri, in: Kadiköy Belediyesi Oyun Yazma Yarışması Ödüllü Oyunlar 2 (MitosBOYUT Yayınları 2000), ISBN 975-8106-88-0
- Galileo Galilei (T.C. Kültür ve Turizm Bakanlığı Yayınları 2001), ISBN 975-17-2652-2
- Dilencinin Kehaneti (T.C. Kültür ve Turizm Bakanlığı Yayınları 2001), ISBN 975-17-2629-8
- Mohandas Karamchand Gandhi (T.C. Kültür ve Turizm Bakanlığı Yayınları 2002), ISBN 975-17-2977-7
- William Shakespeare (T.C. Kültür ve Turizm Bakanlığı 2002), ISBN 975-17-2906-8

Romane:
- Antikacı Arago'nun Günlüğü (Truva Yayınları 2005), ISBN 975-6237-58-9
- Paris'in Altındaki Güller (Truva Yayınları 2006), ISBN 975-6237-84-8
- Genç Werther'in İlk Acıları (Truva Yayınları 2007), ISBN 978-9944-975-72-8

Kurzgeschichten:
- Sisam Adası Aşıkları (Truva Yayınları 2006), ISBN 9944-975-32-X

## Einzelbelege
1. ↑  http://www.pen.org.tr/en/uyeler/mehmet.murat.ildan